# Owczarnia (powiat Kętrzyński)
Owczarnia (Duits: Friedenshöhe) is een dorp in de Poolse woiwodschap Ermland-Mazurië. De plaats maakt deel uit van de gemeente Kętrzyn en telt 17 inwoners.